# Ko e fasi ʻo e tuʻi ʻo e ʻOtu Tonga
Ko e fasi ʻo e tuʻi ʻo e ʻOtu Tonga (tongaisch Fasi fakafonua, englisch Song of the King of the Tonga Islands oder auch National Song; deutsch Lied des Königs der Tonga-Inseln) ist die Nationalhymne von Tonga. Übersetzt heißt Ko e Fasi ʻOe Tuʻi ʻO e ʻOtu Tonga „Lied des Königs der Tonga-Inseln“. Das Lied existiert seit 1874. Die Melodie stammt vom neuseeländischen Komponisten Carl Gustav Schmitt.

## Text
| Tongaischer Originaltext | Englische Übersetzung | Deutsche Übersetzung |
| --- | --- | --- |
| ʻE ʻotua māfimafi ko homau ʻeiki koe mko koe ko e falalaʻanga mo e ʻofa ki Tonga. ʻAfio hifo ʻemau lotu ʻaia ʻoku mau faí ni mo ke tali homau loto ʻo maluʻi ʻa Tupou. | Oh almighty God above Thou art our lord and sure defense As your people, we trust thee And our Tonga thou dost love Hear our prayer for thou unseen We know that thou hath blessed our land Grant our earnest supplication God save Tupou, our king. | Oh, allmächtiger Gott, Du bist unser Herr, Du bist die Säule und die Liebe zu Tonga. Sieh herab auf unser Gebet, das wir gerade sprechen, und bitte erfülle unseren Wunsch und beschütze Tupou. |